# マンハッタン (カクテル)
マンハッタン（英: Manhattan）は、ウイスキーベースのカクテルの一種である。カクテルの女王と呼ばれる。

## 歴史
誕生については諸説あるが、1850年代から1880年代くらいまでに誕生したと考えられている。
ジャネット・ジェローム考案説
ウィンストン・チャーチルの母親ジャネット・ジェロームが考案したとする説。
1876年アメリカ合衆国大統領選挙の際、当時はまだ独身であったジャネットは民主党候補の応援に奔走していた。ニューヨークの「マンハッタン・クラブ」で応援パーティーを開催することになり、幹事役であったジャネットが用意したスペシャル・カクテルが今日マンハッタンと呼ばれるカクテルであった。
アメリカ東部ではこちらの説が唱えられることが多い。
しかしながら、ジャネット自身はマンハッタン考案に関する発言を残しておらず、チャーチル自身も自伝で「母はその当時フランスにいて、妊娠もしていたので、その支援パーティーの場にはいなかった」と関与を否定している。
メリーランド州発祥説
メリーランド州のバーテンダーが負傷したガンマンの気付け薬として考案した。
アメリカ西部ではこちらの説が唱えられることが多い。その際には「“マンハッタン”とはインディアンの言葉で“酔っ払い”の意味である」との追加説明がなされることもあるが、実際には「丘の多い島」という意味である。ただ、マンハッタンの語源は「我々がみな、酔っぱらいにされた島」という意味の語からという説もある（マンハッタン#その他の小島の記述参照）。
ロングアイランド発祥説
マンハッタン行きのフェリーを待つロングアイランド住民が考案した。
マンハッタンがカクテルブックに収録されたのは、ジェリー・トーマスによる『How To Mix Drinks』の1887年改訂版だと長らく考えられていたが、1884年にアメリカで出版されたカクテルブック、『The Modern Bartenders' guide』（O. H. Byron著）、『How To Mix Drinks：Bar Keepers' Handbook』（George Winter著）であることが確認されている。
日本にも早い時期には入ってきたようであり、高野新太郎が1907年に記した『欧米料理法全書』の附録小冊子「洋酒調合法」には「マンハータン カクテル」として掲載が確認できる。

### レシピの変遷
Winterの著書ではベルモットの指定はないが、Byronの著作にはスイート・ベルモットを使用するレシピが「マンハッタン No.2」、ドライ・ベルモットを使用するレシピが「マンハッタン No.1」として記載されている。また容量比率もウイスキーとベルモットが等量である。
トーマスの著書ではスイート・ベルモットを用いるレシピが掲載されているが、ウイスキーとベルモットは1:2とベルモットのほうが容量が多い。
「洋酒調合法」掲載のレシピはウイスキーとスイート・ベルモットは等量で、ビターズにはオレンジ・ビターズを用い、アブサンやガムシロップも加わる。
ベルモットよりウイスキーの容量のほうが多くなるレシピの掲載は1919年刊行の『ABC of Mixing Cocktails』（ハリー・マッケルホーン著）が初めてであり、ライ・ウイスキーとスイート・ベルモットは2:1となっている。
1930年代以降、徐々にウイスキーの割合が多くなる「ドライ化」が進んでいった。
日本で1957年に出版されたカクテルブック『洋酒 ストーレトからコクテールまで』（佐藤紅霞著、ダヴィッド社）には「マンハッタン・コクテール」としてドライ・ベルモットを指定し、アーモンド風味のリキュールであるクレーム・ド・ノワヨーを加えるレシピが掲載されている。スイート・ベルモットを用いるレシピは「スイート・マンハッタン」と別項目になっているため、1950年代の日本では「マンハッタン」のレシピの定義は確固としたものではなかったことがうかがえる。

## レシピの例
国際バーテンダー協会によるレシピを以下に挙げる。
材料
- ライ・ウイスキー - 50ml
- スイート・ベルモット - 20ml
- アンゴスチュラ・ビターズ - 1dash

作り方
1. 全ての材料を氷と共にミキシンググラスでステアし、カクテルグラスに注ぐ。
2. マラスキーノ・チェリーを飾る。

ドライマティーニ同様に各材料の比率の違いなどバリエーションが多く、特にアメリカでは自分好みのレシピがある人も多い。

## バリエーション
上述のようにマンハッタンはバリエーションの多いカクテルである。材料の比率を変えたもの、材料の酒を変更したり追加したものなど様々である。
ロブ・ロイ
ライ・ウイスキーをスコッチ・ウイスキーに変える。
アーティラリー
ライ・ウィスキーをジンに替える。シェークで作る。
ジン・アンド・イット
ライ・ウイスキーをジンに変えビターズを除く。マンハッタンのほうをジン・アンド・イットのバリエーションとすることもある。
ラム・マンハッタン
ライ・ウイスキーをラム酒に変える。
ブランデー・ベルモット
ライ・ウィスキーをブランデーに替える。シェークで作る。
キャロル:170:79
ライ・ウイスキーをブランデーに変え、スイート・ベルモットを抜く。
ティペラリー
ライ・ウイスキーをアイリッシュ・ウイスキーに変える。
スイート・マンハッタン
オレンジ・キュラソーを加える。
ドライ・マンハッタン
スイート・ベルモットをドライ・ベルモットに変える。飾りは緑色のミントチェリー、またはオリーブを用いる。
パーフェクト・マンハッタン
ミディアム・マンハッタンとも呼ぶ。スイート・ベルモットとドライ・ベルモットの両方を用いる。アンゴスチュラ・ビターズを使用せずレモンピールを絞りかけることもある。
ブルックリン
スイート・ベルモットをドライ・ベルモットに変え、ピコン（ビターズ）を加える。
リメンバー・ザ・メイン
チェリーブランデーとアブサンを加える。